# 霍尔多夫 (梅克伦堡湖区县)
霍尔多夫（德語：Holldorf）是德国梅克伦堡-前波美拉尼亚州的市镇，隶属于梅克伦堡湖区县。总面积为15.67平方千米，截至2023年12月31日总人口为763人。